# Бјелосављевићи
Бјелосављевићи су насељено мјесто у општини Соколац, Република Српска, БиХ. Према попису становништва из 1991. у насељу је живјело 113 становника.
Овде се налазе Црква на Гласинцу, Некропола са стећцима Црквина у Бјелосављевићима и Јахја ефендијино турбе.

## Становништво
Према попису становништва из 1991. године, мјесто је имало 113 становника, а мјесна заједница Бјелосављевићи 579 становника.
Национални састав:
| Националност | 1991.     |
| Срби         | 406 (70%) |
| Муслимани    | 171 (30%) |
| Југословени  | 1         |
| Хрвати       | 1         |
| Укупно       |           |

| Демографија | Демографија | Демографија |
| Година      | Становника  | Становника  |
| ----------- | ----------- | ----------- |
| 1991.       | 113         |             |